# Томський трамвай
Томський трамвай — діюча трамвайна мережа у місті Томськ, Росія, що введено в експлуатацію 25 квітня (за іншими даними — 1 травня) 1949.
Будівництво першої трамвайної лінії відбулося у 1947—1948 рр. Перший тест-драйв проходив 6 листопада 1948. Офіційно, перша трамвайна лінія була відкрита 25 квітня 1949 лінії завдовжки 4,8 км на маршруті Вокзал Томськ-1 — площа Батенькова. Від лінії відгалужується гілка в депо завдовжки 400 м.

## Лінії на початок 2010-х
| Лінія | Маршрут                   | Довжина лінії |
| ----- | ------------------------- | ------------- |
| 1     | Восточная — Черемошники   | 24,8 km       |
| 2     | Южная — Вокзал «Томск-II» | 22,7 km       |
| 3     | Восточная — Батенькова    | 9,6 km        |
| 4     | Южная — Восточная         | 12,3 km       |
| 5     | Южная — Черемошники       | 21,7 km       |

## Рухомий склад на початок 2010-х
- KTM-5 — 21 штук
- KTM-8 — 15 штук
- KTM-19- 14 штук

Також є у використанні 5 службових вагонів

## Ресурси Інтернету
- ttu.tomsk.ru Томське ТТУ [Архівовано 14 лютого 2017 у Wayback Machine.]